# Siphona sola
Siphona sola là một loài ruồi trong họ Tachinidae.